# Hästpolo vid olympiska sommarspelen 1936
Vid olympiska sommarspelen 1936 i Berlin avgjordes en turnering i hästpolo.

## Medaljörer
| Gren     | Guld                                                                  | Silver                                                                           | Brons                                                       |
| Hästpolo | Argentina Manuel Andrada Roberto Cavanagh Luis Duggan Andrés Gazzotti | Storbritannien David Dawnay Bryan Fowler Humphrey Patrick Guinness William Hinde | Mexiko Juan Gracia Julio Mueller Antonio Nava Alberto Ramos |

## Deltagande nationer
Totalt deltog 21 polospelare från5 länder.
- Argentina (4 - from a squad of 7)
- Tyskland (4 - from a squad of 6)
- Storbritannien (4 - from a squad of 6)
- Ungern (5 - from a squad of 8)
- Mexiko (4 - from a squad of 6)

## Resultat

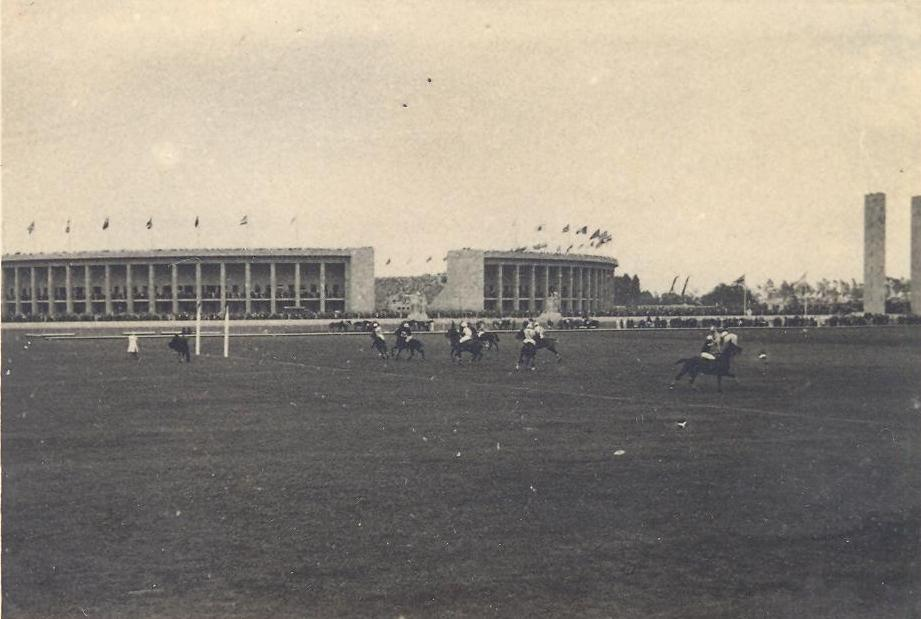
Hästpolo vid olympiska sommarspelen 1936

Tävlingen schemalades olika för starka respektive svaga lag:
Starka lag
3 augusti: Storbritannien - Mexiko    13-11
5 augusti:  Argentina - Mexiko  15-5
7 augusti (FINAL): Argentina - Storbritannien 11-0
Svaga lag
4 augusti: Ungern - Tyskland    8-8
Omspel, 6 augusti: Ungern - Tyskland  16-6
Match om tredje pris
8 augusti:  Mexiko - Ungern  16-2

## Summering

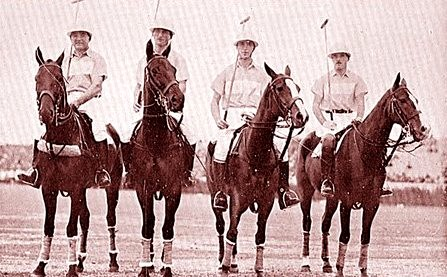
Argentinas pololag, olympiska guldmedaljörer

| Place | Nation |
| ----- | --- |
| 1     | Argentina Luis Duggan Roberto Cavanagh Andrés Gazzotti Manuel Andrada Enrique J. Alberdi Diego Cavanagh Juan Diego Nelson Juan Jose Reynal |
| 2     | Storbritannien Bryan Fowler William Hinde David Dawnay Humphrey Guinness                                                                   |
| 3     | Mexiko Juan Gracia Julio Mueller Antonio Nava Alberto Ramos Alfinio Flores Miguel Salvagoitia                                              |
| 4     | UngernKálmán Bartalis István Bethlen Tivadar Dienes-Öhm Dezső Kovács Imre Szentpály                                                        |
| 5     | TysklandHeinrich Amsinck Walter Bartram Arthur Köser Robert Miles ReinckeErich Ottens                                                      |